# Liberazione di Andromeda

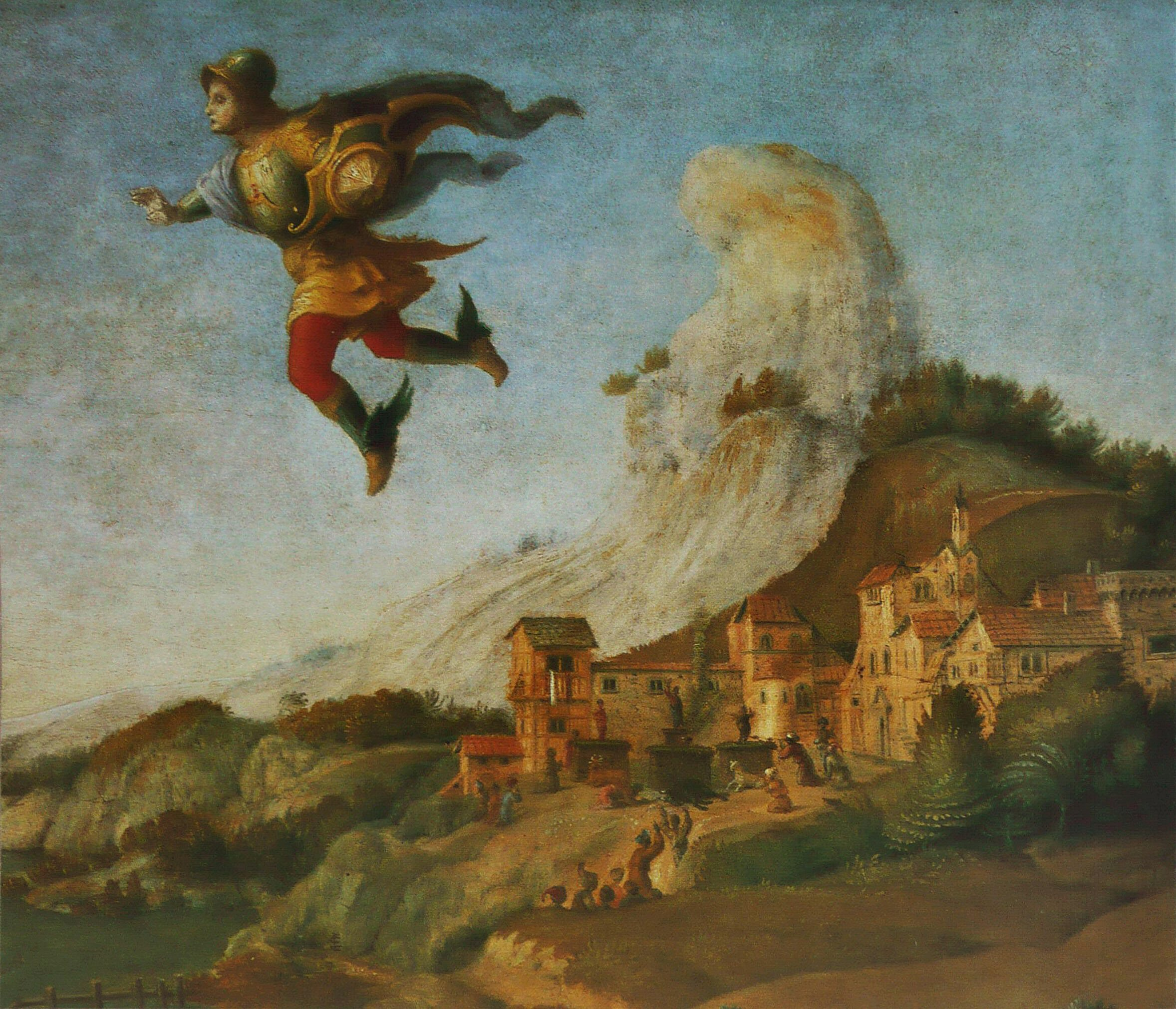
Dettaglio

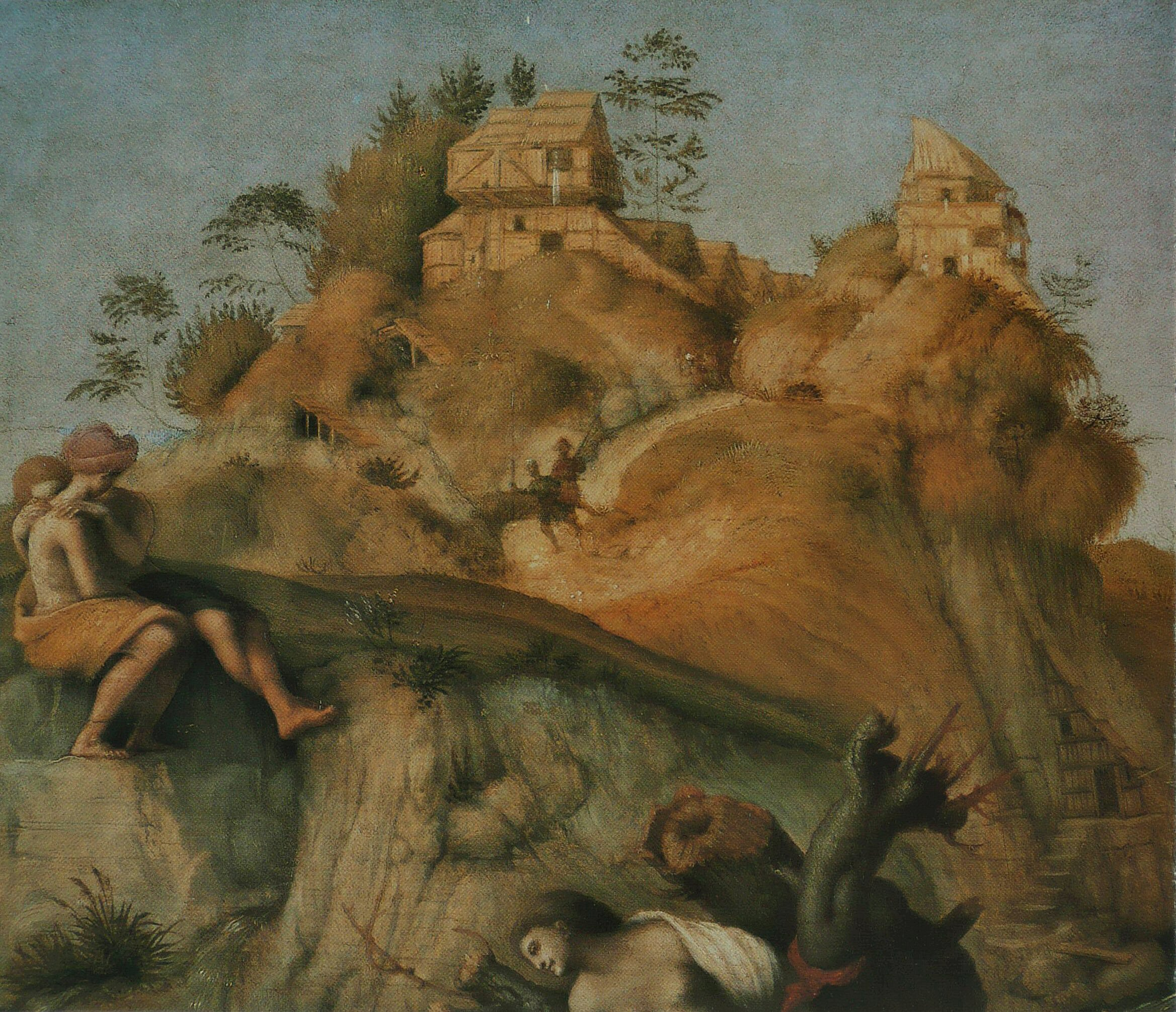
Dettaglio

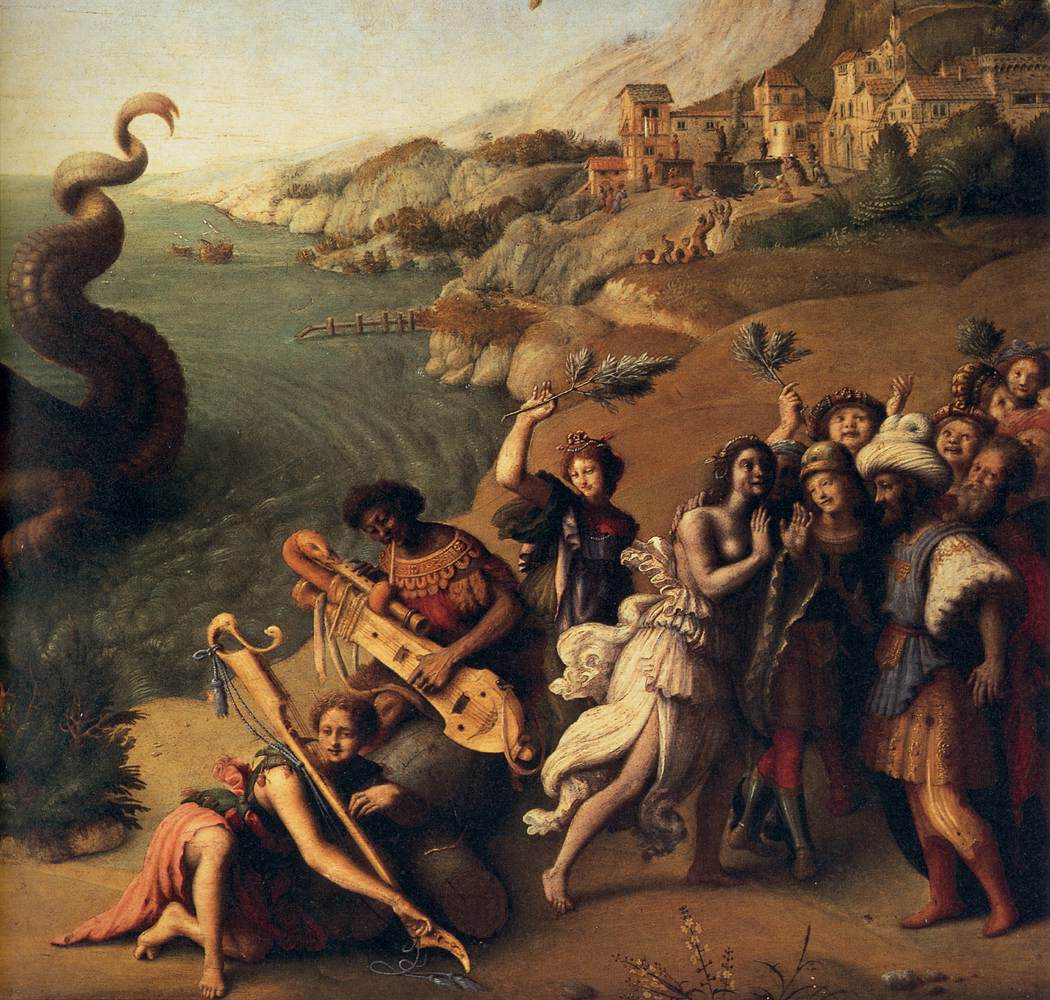
Dettaglio

La Liberazione di Andromeda è un dipinto a olio su tavola (70x123 cm) di Piero di Cosimo, databile al 1510 o al 1513 circa e conservato negli Uffizi di Firenze. 

## Storia
Secondo la testimonianza di Vasari la tavola a soggetto mitologico era stata dipinta per Filippo Strozzi il Vecchio (m. nel 1498) e poi donata da suo figlio Giambattista a Sforza Almeni, Primo Cameriere di Cosimo I de' Medici. Con la caduta in disgrazia dell'Almeni tutti i suoi beni vennero incamerati da Cosimo, e infatti il dipinto si trova registrato dal 1589 nella Tribuna, con attribuzione a Piero di Cosimo su disegno di Leonardo, un'ipotesi oggi scartata dalla critica, pur rilevando influssi leonardeschi nella stesura pittorica, legata a un dolcissimo sfumato.
Oggi la critica tende a datare l'opera a una fase più tarda, tra le ultime opere prodotte dall'artista, per motivi stilistici. Sarebbe quindi probabile che il committente reale fosse stato Giambattista, per il quale Piero di Cosimo lavorò almeno nel 1507 e nel 1510. Alcune copie antiche (Vienna, Kunsthistorisches Museum, dalla Collezione Albani, e Firenze, Museo Davanzati) testimoniano il successo dell'opera: essa nel Cinquecento godette di una speciale fama per il vivo elogio che ne face Vasari nelle Vite, definendola "la più vaga pittura" e la "meglio finita" dell'artista, soffermandosi sui numerosi particolari fantasiosi e bizzarri.

## Descrizione e stile
Il dipinto, estremamente singolare e che nel complesso riprende fedelmente quanto narrato nel libro quarto de Le metamorfosi di Ovidio (vv. 663-764), ha come soggetto principale l'uccisione del terribile mostro marino inviato ad uccidere Andromeda. Autore della liberazione è Perseo che, vestito dei calzari alati, si vede prima planare dal cielo in alto a destra e poi afferrare la spada per decapitare il mostro al centro.
Assiste alla scena un gruppo di personaggi intenti alla musica, che ricorda le combriccole carnevalesche. Gli strumenti usati sono di pura fantasia, privi di corde o di cassa armonica, che non potrebbero mai suonare. Il tono teatrale dei gruppi è evidenziato dalla mimica accentuata, dai costumi esotici e all'antica, dalla ricchezza delle espressioni dei volti, che vanno dallo gioia al pianto. Sia a destra che a sinistra si ripete il personaggio con turbante bianco del padre di Andromeda, Cefeo, mentre il personaggio barbuto che, all'estremità del gruppo destro, guarda verso lo spettatore è stato riconosciuto come un autoritratto del pittore.
La composizione è dominata dal drago furibondo, che ha la testa di un grosso cane zannuto, con una criniera di squame, lunga coda da tritone e morbide zampe palmate, che annaspando muovono flutti d'acqua, dipinti goccia a goccia con la consistenza dei batuffoli di cotone. Esso con le narici spruzza getti d'acqua contro Andromeda, legata a un ceppo, che fa per scansarsi divincolandosi verso l'altro lato. L'occhio si perde sui mille dettagli ora curiosi, ora esotici, ora realistici, con i due lembi di paesaggio che, ai lati dell'insenatura in primo piano, si perdono in lontananza in curiose concrezioni rocciosi dall'aspetto antropomorfo, su cui sono arroccate casette di legno e paglia, derivate dalle stampe nordiche.
Luciano Berti, nel 1980, ha ipotizzato che il dipinto celi significati politici, mettendo in scena la carnevalata allegorica messa in scena dalle compagnie del Broncone (a cui alluderebbe il ceppo a cui è legata Andromeda, secco ma con germogli) e del Diamante (l'anello di diamante era uno degli emblemi araldici di Casa Medici) in occasione del rientro dei Medici a Firenze, nel 1513: lo stesso Giambattista Strozzi si era infatti sposato con Clarice de' Medici nel 1508. Perseo allora sarebbe Lorenzo Duca di Urbino, mentre Fineo, lo zio promesso sposo di Andromeda, sarebbe suo cugino Giuliano Duca di Nemours, col pennacchio e il mantello rosso a capo della compagnia del Diamante. I rametti di alloro, tenuti dalla compagnia vincitrice del Broncone, sono simbolo della vittoria della virtù sul vizio, nonché richiami al nome di "Lorenzo-Lauro", quale nuovo signore di Firenze liberata dal "mostro" repubblicano.